# San Casciano in Val di Pesa
San Casciano in Val di Pesa är en ort och kommun i storstadsregionen Florens, innan den 31 december 2014 provinsen Florens, i regionen Toscana i Italien. Kommunen hade 17 159 invånare (2018). Elitvolleybollaget Azzurra Volley San Casciano hade fram till 2022 sitt säte på orten.